# Tour de Flandes 1939
El Tour de Flandes 1939 és la 23a edició del Tour de Flandes. La cursa es disputà el 2 d'abril de 1939, amb inici a Gant i final a Wetteren després d'un recorregut de 230 quilòmetres.
El vencedor final fou el belga Karel Kaers, que s'imposà en solitari en l'arribada a Wetteren. Els també belgues Romain Maes i Edward Vissers arribaren segon i tercer respectivament.

## Classificació final
|    | Ciclista                      | Equip              | Temps      |
| -- | ----------------------------- | ------------------ | ---------- |
| 1  | Karel Kaers (BEL)             | Alcyon-Dunlop      | 6h 32' 00" |
| 2  | Romain Maes (BEL)             |                    | + 10"      |
| 3  | Edward Vissers (BEL)          | Alcyon-Dunlop      | + 1' 15"   |
| 4  | Roger van den Driessche (BEL) | Essor              | + 2' 30"   |
| 5  | Auguste Toubeau (BEL)         | Essor              | + 2' 30"   |
| 6  | Frans Spiessens (BEL)         | Helyett-Hutchinson | + 2' 40"   |
| 7  | Sylvain Grysolle (BEL)        | Dilecta-Wolber     | + 2' 40"   |
| 8  | Jef Moerenhout (BEL)          | Colin              | + 2' 40"   |
| 9  | Frans Bonduel (BEL)           | Dilecta-Wolber     | + 2' 40"   |
| 10 | Albert Hendrickx (BEL)        | Labor-Dunlop       | + 2' 40"   |